# São Vicente (Kaapverdië)
São Vicente is een van de 22 gemeentes van Kaapverdië. De gemeente São Vicente omvat de eilanden São Vicente en Santa Luzia. Ten noordwesten van het eiland São Vicente ligt, aan de andere kant van het kanaal van São Vicente, het eiland Santo Antão. De hoofdplaats van de gemeente is Mindelo, dat bekendstaat als de culturele hoofdstad van Kaapverdië.

## Geografie

### Klimaat
São Vicente heeft een tropisch klimaat. De gemiddelde maandtemperatuur bedraagt minimaal 19-25 graden en maximaal 23-28 graden. Er valt regen (11 dagen per jaar, het meeste in de maanden augustus, september en oktober). De luchtvochtigheid bedraagt 68 tot 77%.

## Toerisme

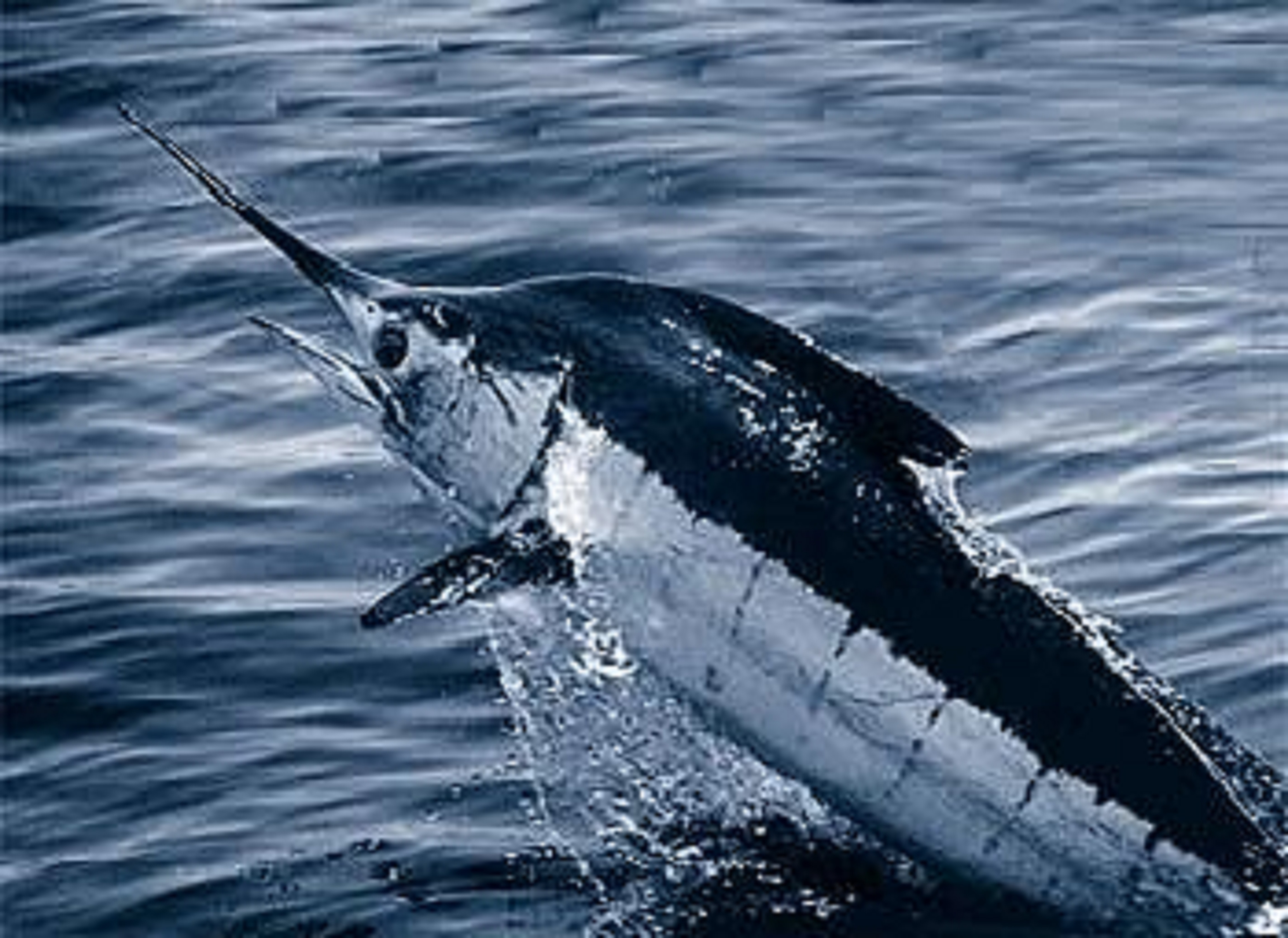
Blauwe marlijn

Naast de vele bezienswaardigheden in de stad Mindelo is er het strand in Baía das Gatas waar jaarlijks een internationaal muziekfeest wordt georganiseerd. Rond het eiland São Vicente worden meerdere vissoorten gevangen, zoals de blauwe marlijn, de geelvintonijn, de snapper, de tandbaars, in het Portugees: garoupa, de amberjack, en de gestreepte tonijn, ook wel genoemd skipjacktonijn of bonito. Het eiland wordt gerekend tot de drie beste plekken ter wereld waar je naar blauwe marlijn kunt vissen..

## Bekende personen uit São Vicente
- Oceano da Cruz, voetballer
- Sonia Pereira, medium
- Cesaria Evora, zangeres